# Vlag van Bladel en Netersel

Vlag van de gemeente Bladel en Netersel
(1970-1997)

De vlag van Bladel en Netersel werd op 19 november 1970 bij raadsbesluit vastgesteld als de gemeentelijke vlag van de Noord-Brabantse gemeente Bladel en Netersel. De vlag kan als volgt worden beschreven:
Linksgeschuind van blauw en geel, met in het blad twee gekruiste gele sleutels.
Niet vermeld is dat de sleutels met de baarden afgewend zijn weergegeven, en dat de sleutel waarvan de baard naar de vluchtzijde is gekeerd bovenop ligt.
De vlag vertoont de sleutels van de H. Petrus, beschermheilige van Bladel, zoals ze ook op het gemeentewapen zijn weergegeven. De vlag heeft de kleuren van het wapen: blauw en geel.
Op 1 januari 1997 is de gemeente Bladel en Netersel opgegaan in de nieuw gevormde gemeente Bladel, waarmee de vlag als gemeentevlag kwam te vervallen. De sleutels uit de gemeentevlag gingen in de vorm van een sleutel met dubbele baard over naar de vlag van Bladel.

## Verwante afbeeldingen

Wapen van Bladel en Netersel
Vlag van Bladel

Aalburg 
· Aarle-Rixtel 
· Alphen en Riel 
· Bakel en Milheeze 
· Beek en Donk 
· Beers 
· Berghem 
· Berkel-Enschot 
· Berlicum 
· Bladel en Netersel 
· Borkel en Schaft 
· Boxmeer 
· Budel 
· Chaam 
· Cuijk 
· Cuijk en Sint Agatha 
· Den Dungen 
· Diessen 
· Dinteloord en Prinsenland 
· Drunen 
· Dussen 
· Engelen 
· Erp 
· Esch 
· Escharen 
· Fijnaart en Heijningen 
· Geffen 
· Geldrop 
· Gemert 
· Giessen 
· Ginneken en Bavel 
· Grave 
· 's Gravenmoer 
· Haaren 
· Halsteren 
· Haps 
· Heesch 
· Heeswijk-Dinther 
· Heeze 
· Helvoirt 
· Hoeven 
· Hooge en Lage Mierde 
· Hooge en Lage Zwaluwe 
· Hoogeloon, Hapert en Casteren 
· Huijbergen 
· Klundert 
· Landerd 
· Leende 
· Liempde 
· Lieshout 
· Lith 
· Luyksgestel 
· Maarheeze 
· Maasdonk 
· Made en Drimmelen 
· Megen, Haren en Macharen 
· Mierlo 
· Mill en Sint Hubert 
· Moergestel 
· Nieuw-Ginneken 
· Nieuw-Vossemeer 
· Nistelrode 
· Nuland 
· Oeffelt 
· Oost-, West- en Middelbeers 
· Oploo, Sint Anthonis en Ledeacker 
· Ossendrecht 
· Oud en Nieuw Gastel 
· Oudenbosch 
· Prinsenbeek 
· Putte 
· Raamsdonk 
· Ravenstein 
· Reusel 
· Riethoven 
· Rijsbergen 
· Rijswijk 
· Roosendaal en Nispen 
· Rosmalen 
· Schaijk 
· Schijndel 
· Sint Anthonis 
· Sint-Oedenrode 
· Sprang-Capelle 
· Standdaarbuiten 
· Terheijden 
· Teteringen 
· Uden 
· Udenhout 
· Veghel
· Vessem, Wintelre en Knegsel 
· Vierlingsbeek 
· Vlijmen 
· Wanroij 
· Waspik 
· Werkendam 
· Westerhoven 
· Willemstad 
· Woudrichem 
· Wouw 
· Zeeland 
· Zevenbergen